# Cantua
Cantua Juss. ex Lam. – rodzaj roślin należący do rodziny wielosiłowatych (Polemoniaceae). Obejmuje ok. 18 gatunków. Występują w Ameryce Południowej w Andach od Ekwadoru i Peru, po północne Chile i Boliwię. Rosną one w formacjach zaroślowych i na terenach skalistych sięgając do 4000 m n.p.m. Kwiaty zapylane są przez owady i kolibry
Cantua buxifolia była uprawiana i czczona w Państwie Inków. Gatunek ten nadal jest popularnie uprawiany. Nie jest wymagający, o ile ma odpowiednie warunki klimatyczne – wilgotne, deszczowe lato i suchą, chłodną zimę.

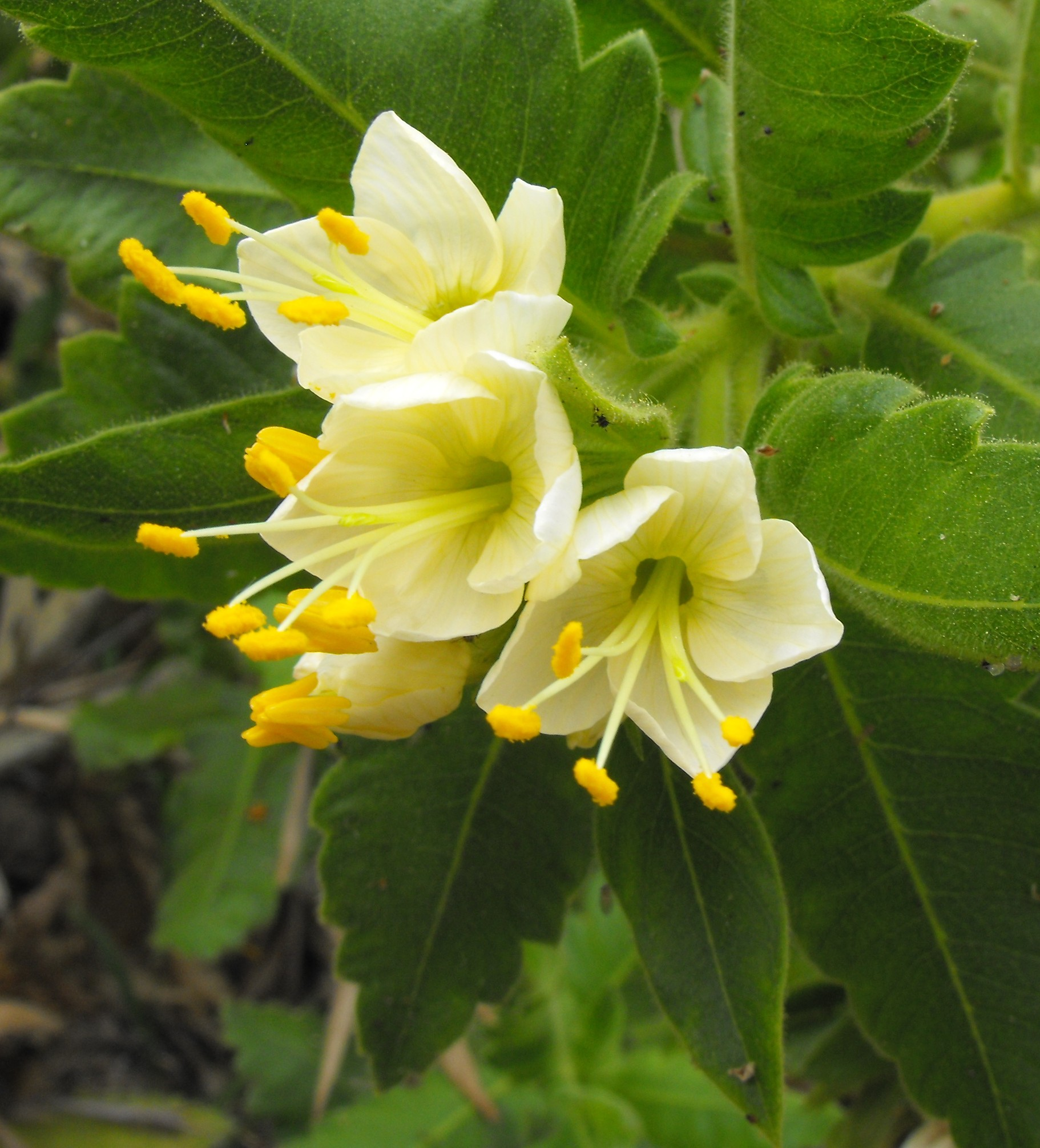
Cantua quercifolia

## Morfologia
PokrójKrzewy i niskie drzewa osiągające do 4 m wysokości, o przewisających pędach kwitnących.
LiścieCzęsto zróżnicowane (dimorficzne), skrętoległe i skupione w pęczkach, zimozielone lub częściowo sezonowe, pojedyncze, całobrzegie lub karbowane, rzadko wcinane, skórzaste lub cienkie, nagie lub owłosione, w tym gęsto i czasem gruczołowato.
KwiatyWyrastają skupione po 3–10 w groniastych lub nieco główkowatych kwiatostanach na szczytach pędów. Kielich jest złożony z 5 zrośniętych w dole działek, rurkowaty lub dzwonkowaty, zielony lub błoniasty. Płatków korony jest 5, zrośniętych na znacznej długości tworząc rurkę, na końcach płatki są wolne. Korona ma barwę białą, żółtą, pomarańczową, różową lub czerwoną. Pręcików jest 5, wystających z rurki korony, o nitkach nagich lub owłosionych, przyrośniętych do płatków w dolnej części rurki. Zalążnia jest górna, powstaje z trzech owocolistków, z licznymi zalążkami w komorach, zwieńczona jest pojedynczą, smukłą szyjką słupka.
OwoceSkórzaste torebki otwierające się komorowo, zawierające po 3–8 nasion w każdej z komór. Nasiona płaskie i oskrzydlone.

## Systematyka
Rodzaj należy do podrodziny Cobaeoideae w obrębie rodziny wielosiłowatych Polemoniaceae. 
Wykaz gatunków
- Cantua alutacea Infantes
- Cantua bicolor Lem.
- Cantua buxifolia Juss. ex Lam.
- Cantua candelilla Brand
- Cantua cordata Juss.
- Cantua cuzcoensis Infantes
- Cantua dendritica J.M.Porter & Prather
- Cantua flexuosa (Ruiz & Pav.) Pers.
- Cantua glutinosa C.Presl
- Cantua hibrida Herrera
- Cantua longifolia Brand
- Cantua mediamnis J.M.Porter & Prather
- Cantua megapotamica Spreng.
- Cantua ovata Cav.
- Cantua pyrifolia Juss. ex Lam.
- Cantua quercifolia Juss.
- Cantua tomentosa Cav.
- Cantua volcanica J.M.Porter & Prather